# Beauvoir (Oise)
Beauvoir è un comune francese di 288 abitanti situato nel dipartimento dell'Oise della regione dell'Alta Francia.

## Società

### Evoluzione demografica
Abitanti censiti